# Ленінградці, діти мої...
«Ленінградці, діти мої…» — радянський художній фільм 1980 року, знятий на кіностудії «Узбекфільм».

## Сюжет
Дія фільму відбувається у 1942 році, у важкі часи Німецько-радянської війни. З блокадного Ленінграда та інших прифронтових міст евакуюються в Середню Азію десятки тисяч осиротілих радянських дітей. Їм дають притулок в узбецьких сім'ях і дитячих будинках. Одна з тих, хто прийняв сиріт і дав їм тепло і турботу, — комсомолка Хадича Батирова. Вона не розлучилася зі своїми підопічними та після закінчення війни, ставши директором дитячого будинку і другою матір'ю для своїх вихованців. Історія про цей душевний подвиг, про непрості взаємини Хадичі з її вихованцями й стала стрижнем даної кінооповіді.

## В ролях
- Тамара Шакірова — Хадича Батирова
- Юлія Черевкова — Оля
- Лілія Мельникова — Маша
- Сергій Хаустов — Льоша
- Ігор Подмарєв — Гриша
- Тимур Юсупов — Анвар
- Андрій Томсков — Саша
- Лев Лемке — Наум Маркович, робітник дитячого евакуаційого пункту
- Олена Астаф'єва — Аня
- Любов Віролайнен — мати Олі
- Хамза Умаров — начальник станції
- Жанна Сухопольська — начальник евакуаційого пункту
- Сагді Табібуллаєв — Карім-ака
- Ергаш Карімов — Закіров
- Данута Столярська — журналістка

## Знімальна група
- Режисер — Дамір Салімов
- Сценарист — Дамір Салімов
- Оператор — Тимур Каюмов
- Композитор — Руміль Вільданов
- Художник — Євген Пушин